# Mădăras, Satu Mare
Mădăras (în germană Madras, în maghiară Nagymadarász) este o localitate componentă a orașului Ardud din județul Satu Mare, Transilvania, România.

## Așezare
Este o localitate urbană situată la 6 km de intrarea în municipiul Satu Mare, la 3 km de orașul turistic medieval Ardud și la 2 km de Aeroportul Internațional Satu Mare.
Este străbătută de Drumul European E81 / Drumul Național 19A, care duce spre nord la Satu Mare și vama Petea, iar spre sud la Ardud și, mai departe, la Zalău și Cluj-Napoca. În Mădăras, acest drum se intersectează și cu șoseaua județeană DJ108L, care duce spre sud-vest la orașul Tășnad și mai departe în Județul Bihor.

## Istorie
Pe 5 septembrie 1937 Valeriu Traian Frențiu a consacrat biserica din Mădăras.